# 生玉部足国
生玉部 足国(いくたまべ の たりくに、生没年不詳）は日本古代の奈良時代の防人。遠江国佐野郡(静岡県)の人。姓はなし。姓は生壬部（みぶべ）とも記される。

## 経歴
天平勝宝7歳2月6日（755年3月26日）、物部秋持・丈部真麻呂・丈部黒当・物部古麻呂らとともに坂本人上に引率されて、防人として筑紫に派遣される途中で詠んだ歌1首が『万葉集』におさめられている。 
訳：父母の　お住まいの裏庭の　ももよ草の　百代もお達者でいなされや　おれが帰って来る日まで